# Апсолутна музика
Апсолутна музика (лат. absolutus ослобођен, потпун, независан, чист) је инструментална музика без програма или програмског наслова (фуга, симфонија, концерт, гудачки квартет, соната). Супротстављање апсолутне музике програмској дуго је изазивало полемике. Те се полемике могу свести на два опречна мишљења. Прво, према коме свако музичко дело мора имати програм, кулминира у А. Шеринговој тези о скривеном, пригушеном програму свих преткласичних и класичних дела. Према другом се мишљењу музика мора клонити везе с поезијом или сликарством, односно с ванмузичким елементима. Крајњи апсолутисти бране јој чак одражавање емоција и афеката, тражећи да сачува своју аутономију којој смисао лежи у чистом комбиновању тонова и облика.
Граница између апсолутне и програмске музике није оштра. Апсолутна музика није готово никад потпуно одвојена од ванмузичких појмова. Ознаке као весело, дивље, тужно обележавају карактер неке композиције, односно афекте или емоције, које ће интерпретација њоме оживети. Међутим то су апстрактни афекти и емоције, сами по себи, а нису везани уз неку реалну животну околност. 